# کلیسای تاگپرا

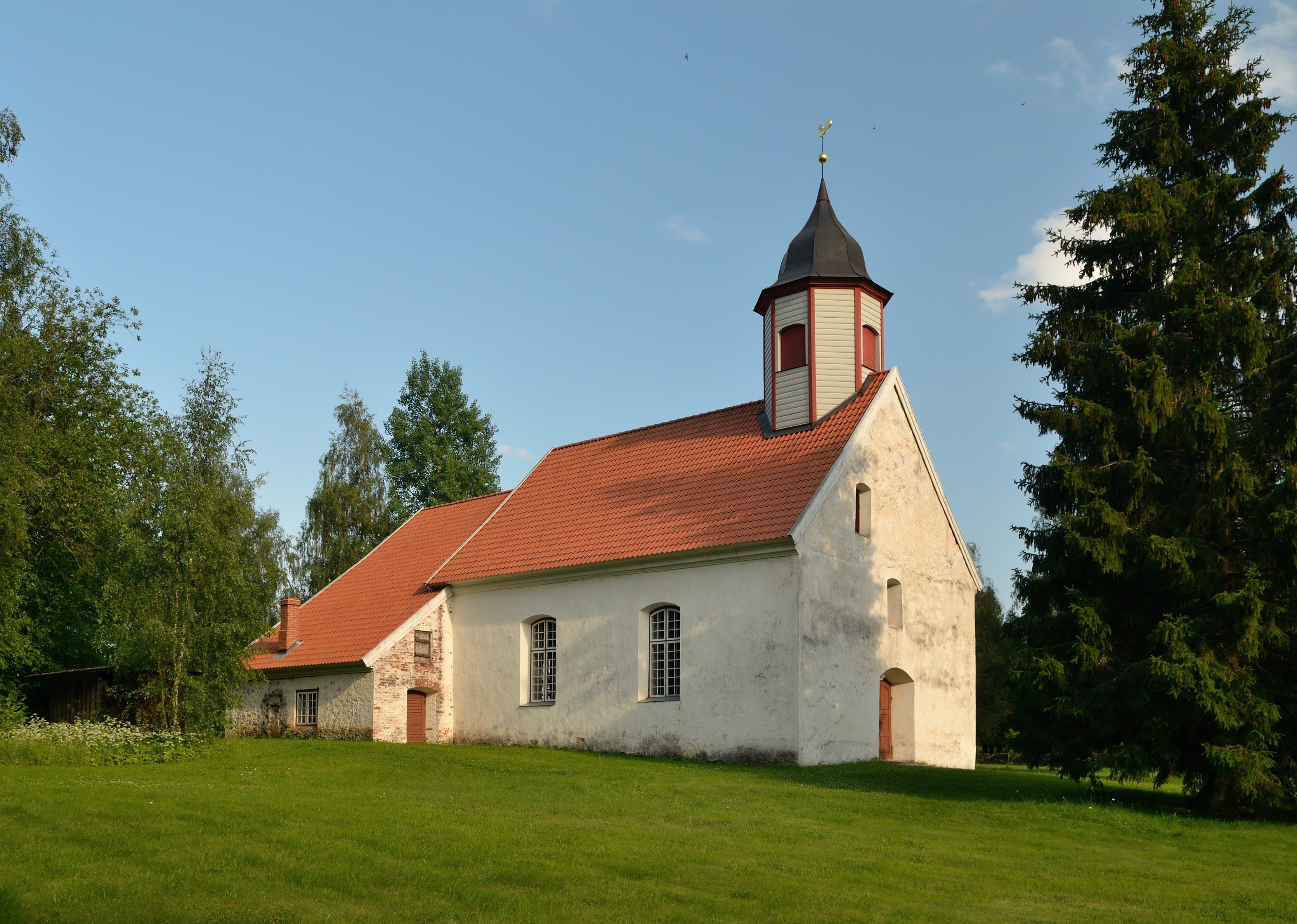
نمای بیرونی کلیسا

کلیسای تاگپرا (به انگلیسی: Taagepera Church) در روستای تاگپرا، دهستان هلمه، استونی قرار دارد. کلیسا در سال ۱۶۷۴ بنا شده است. در کنار کلیسا گورستانی قرار دارد. کلیسای تاگپرا سنگی است ولی برجش از جنس چوب‌است. این بنا در منطقه‌ای چمنی و در بالای یک تپه واقع شده است.